# 索科利夫卡 (扎波羅熱州)
47°59′41″N 35°13′30″E / 47.99472°N 35.22500°E
索科利夫卡（烏克蘭語：Соколівка）是位於烏克蘭東南部的村莊，由扎波羅熱州扎波羅熱区的米哈伊利夫卡市鎮負責管轄。該村面積1.28平方公里，2001年人口630，人口密度每平方公里491.4人。